# Plac Józefa Piłsudskiego w Piasecznie
Plac Józefa Piłsudskiego w Piasecznie – plac w Piasecznie. Jako rynek istnieje od początku założenia miasta w 1429. Obowiązująca nazwa nadana została w 1933 na cześć Józefa Piłsudskiego – honorowego obywatela miasta od 1928. Współczesna zabudowa mieszkalna pochodzi z XX wieku.

## Historia

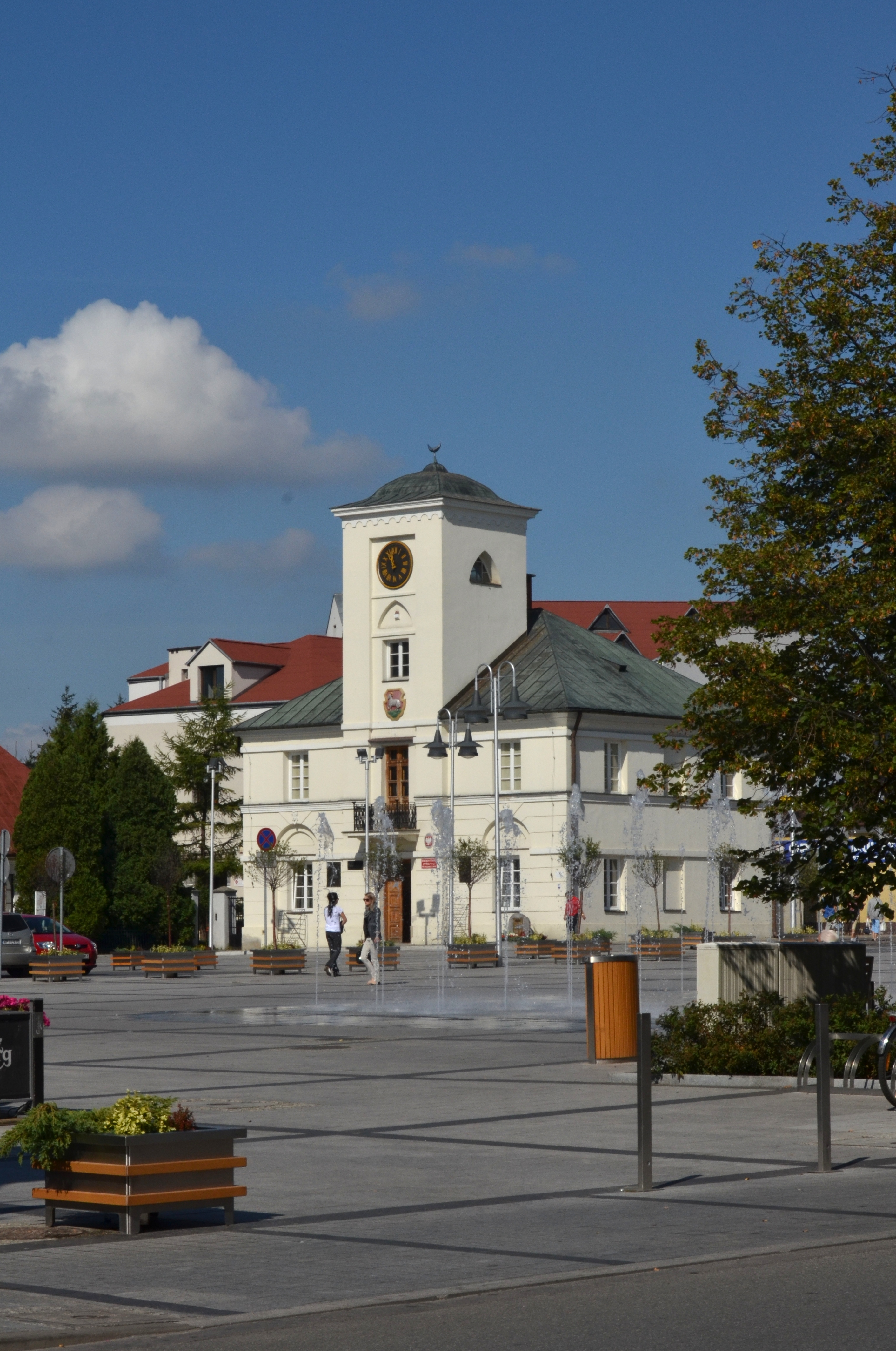
Ratusz w Piasecznie położony na pl. Piłsudskiego 1

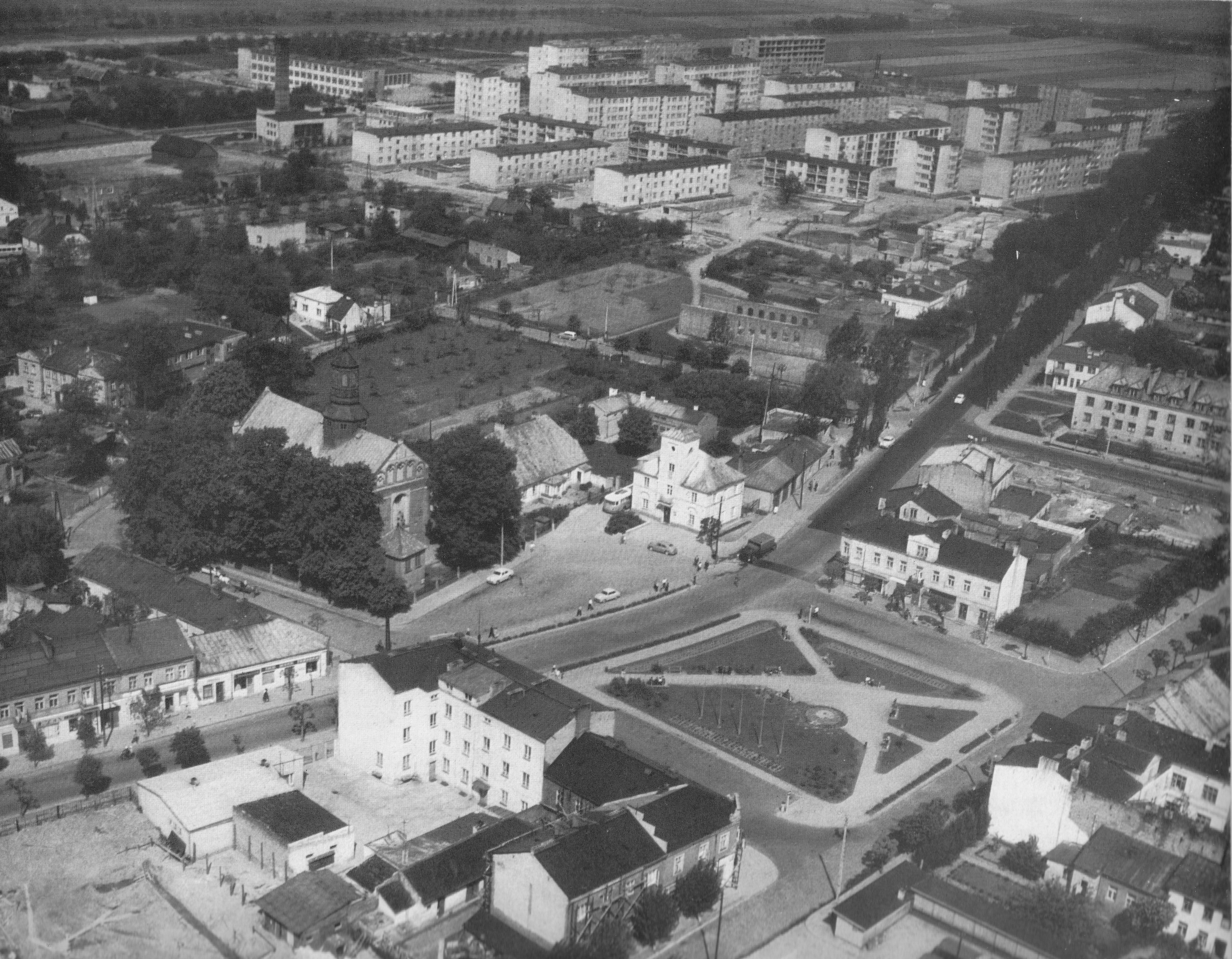
Widok na plac w latach 70. XX wieku

Piaseczyński rynek pełnił funkcję targowiska do 1964, kiedy to przeniesiono je na ul. Sierakowskiego. Wg pomiarów mierniczego Leona Bądzkiewicza przeprowadzonych w 1927 powierzchnia placu wynosiła 34 766 łokci kwadratowych, stanowiących współcześnie 11535,5 m², co stanowi średnią w skali kraju.
Na rynku wykonywano karę chłosty wykorzystując do tego celu kamień zamiast pręgierza. Do wymierzania kar służyła również kuna, której pozostałości zachowały się na wschodniej ścianie kościoła.
W połowie XVIII w. nawierzchnia rynku była częściowo brukowana i wielokrotnie remontowana w następnym stuleciu. W 1790 wokół rynku usytuowanych było 21 domów, których właścicielami byli Jędrzej Janiszewski, Paweł Pernalewicz, Grzegorz Rozicki, Joachim Wasiewicz (2 domy), Szymon Praga, Paweł Zieleziński, Iwan Jagielski, Stanisław Markiewicz, Szymon Rowiński, Franciszek Raunacher (burmistrz), Walenty Praga, Jakób Felczyński, Jakób Modrzejowski oraz Jan Przykorski.
W I połowie XIX w., pod zaborem rosyjskim, w bezpośrednie sąsiedztwo rynku na ul. Warszawską przeniesiona została stacja pocztowa, która od ostatniego rozbioru w 1795 pod zaborem pruskim znajdowała się na ul. Krakowskiej.
W 1826 na rynku postanowiono sześć latarni ulicznych o drewnianych słupach zakończonych rewerberami. Postawienie oraz utrzymanie latarni powierzono Moszkowi Gewisgoldowi, zaś dostawcą opału – oleju rzepakowego – był wielokrotnie Chaim Rozenberg. Latarnie wymieniono na żelazne w 1866 oraz zmniejszono ich liczbę o dwie. W 1842 przedsiębiorca Icek Goldberg wybrukował część rynku na wprost od ratusza, zastępując jednocześnie studnie pompami żelaznymi. Dwie z nich były naprawiane w 1856 przez Chaima Goldberga. Jedyna studnia na rynku zachowała się w latach 20. XX w.
Wg opisu autora monografii Piaseczna z 1933:

Najbardziej politowania godny, a na pierwszy rzut wpadający w oczy był wygląd zewnętrzny miasta. Świecące czerwienią nietynkowanych murów domy przypominały odarte ze skóry cielska. Poziom Rynku o parę stóp niższy od linii przyziemnej otaczających go budynków robił wrażenie wklęsłego dna wyschniętej sadzawki, na którym leżały rozrzucone w artystycznym nieładzie głazy wielkości sporego barana. Przed drzwiami domów zwisały kilkustopniowe schodki, różnych kształtów i wymiarów, ułatwiając komunikację z Rynkiem. Po tych drewnianych drabinkach i zwałach kamieni wchodziło się do sklepów, restauracji i mieszkań prywatnych.

## Ulice
Plac położony jest w kwartale otoczonym ulicami Puławską przy skrzyżowaniu z Kościuszki (dawną Aleksandryjską) – wytyczone w latach 20. XX tworzyły tzw. Trakt Nowoaleksandryjski – i Kościelną oraz Warszawską przechodząca w ul. Sierakowskiego (dawna Krakowska), którędy biegła trasa z Warszawy do Czerska. Trzy wyloty z rynku charakterystyczne są dla małych miast.

## Zabudowa
Wokół placu mieszczą się następujące zabytki:

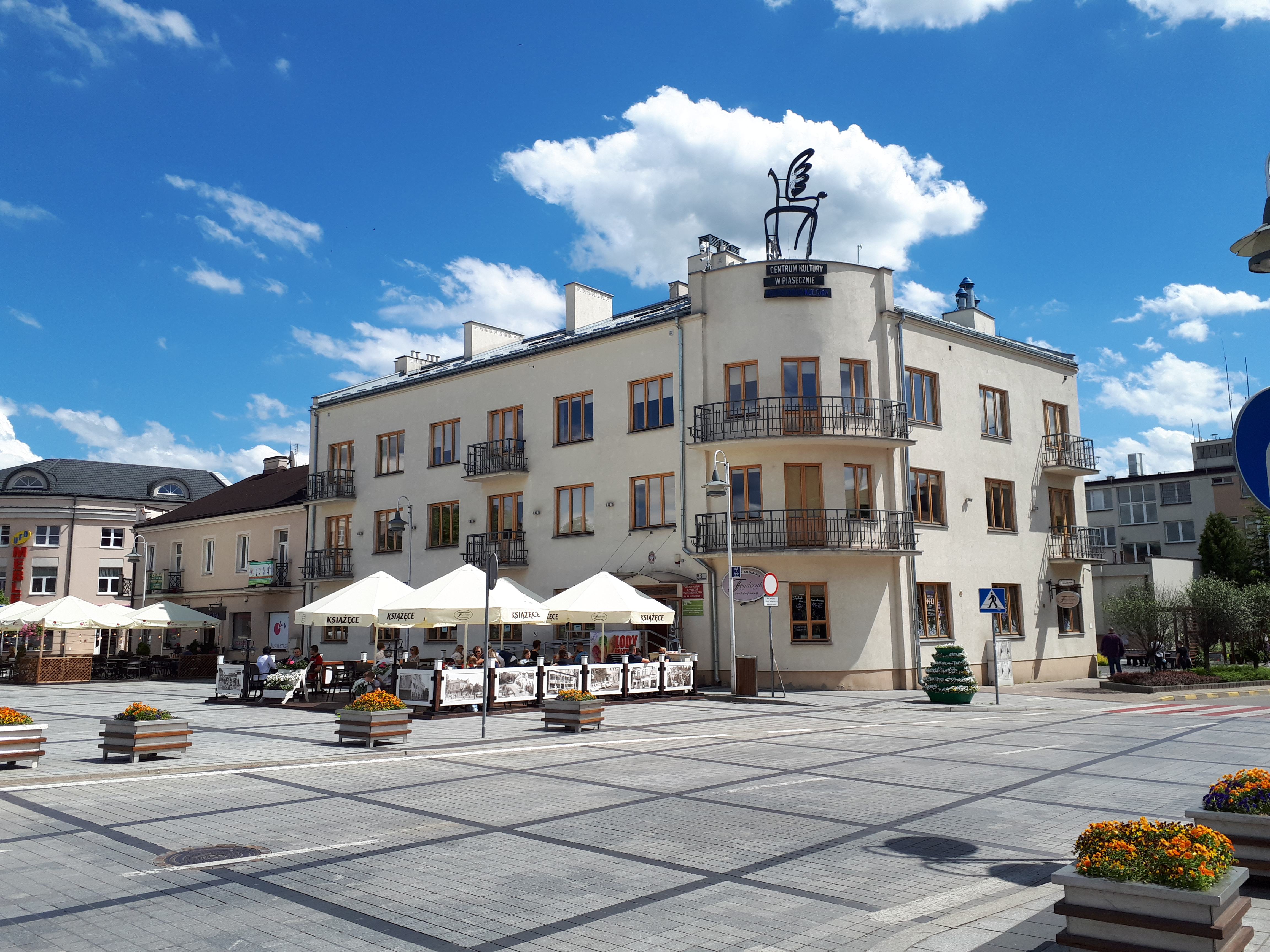
Przystanek Kultura (część Centrum Kultury) mieszczący się w dawnym budynku komendy powiatowej policji przy pl. Piłsudskiego 9

- dawna plebania parafii św. Anny z XIX w. (obecnie muzeum regionalne) – pl. Piłsudskiego 10[12]
- drewniana dzwonnica z I poł. XIX w.[12]
- późnogotycki kościół św. Anny sprzed 1555[12]
- klasycystyczny ratusz z 1824 – pl. Piłsudskiego 1[13]